# Joaquim de Araújo Rangel Pamplona e Castro
Joaquim Araújo Rangel Pamplona e Castro (Porto, 13 de Junho de 1806 — Fânzeres, 1865), mais conhecido por Joaquim Pamplona e Castro, foi um poeta e escritor, coronel agregado ao Regimento de Infantaria da Maia.
Publicou a obra Os meus versos, no Porto, na tipografia de J. L. de Sousa, em 1850. Morreu em sua casa de Fânzeres, a Quinta de Montezelo, em Abril de 1865. Saiu um artigo necrológico na Gazeta de Portugal, n.° 727, de 23 Abril de 1865.